# جونيوس إف. ولس
جونيوس إف. ولس (بالإنجليزية: Junius F. Wells)‏ هو صحفي أمريكي، ولد في 1 يونيو 1854، وتوفي في 15 أبريل 1930.